# Porto dell'Addaura
Il Porto dell'Addaura è un porto di Palermo.

## Posizione
Il porto si trova alle falde settentrionali del Monte Pellegrino in un'area denominata appunto Addaura. Il tratto di costa in cui si trova non è altro che l'estremità meridionale del golfo di Mondello.

## Struttura
Il porto è formato da un molo a gomito di circa 300 m, mentre sulla riva vi è una banchina di circa 100 m dove ha sede un'azienda che offre servizi ai diportisti.